# Pleurostachys graminifolia
Pleurostachys graminifolia är en halvgräsart som beskrevs av Adolphe-Théodore Brongniart. Pleurostachys graminifolia ingår i släktet Pleurostachys och familjen halvgräs. Inga underarter finns listade i Catalogue of Life.